# المرأة في النمسا

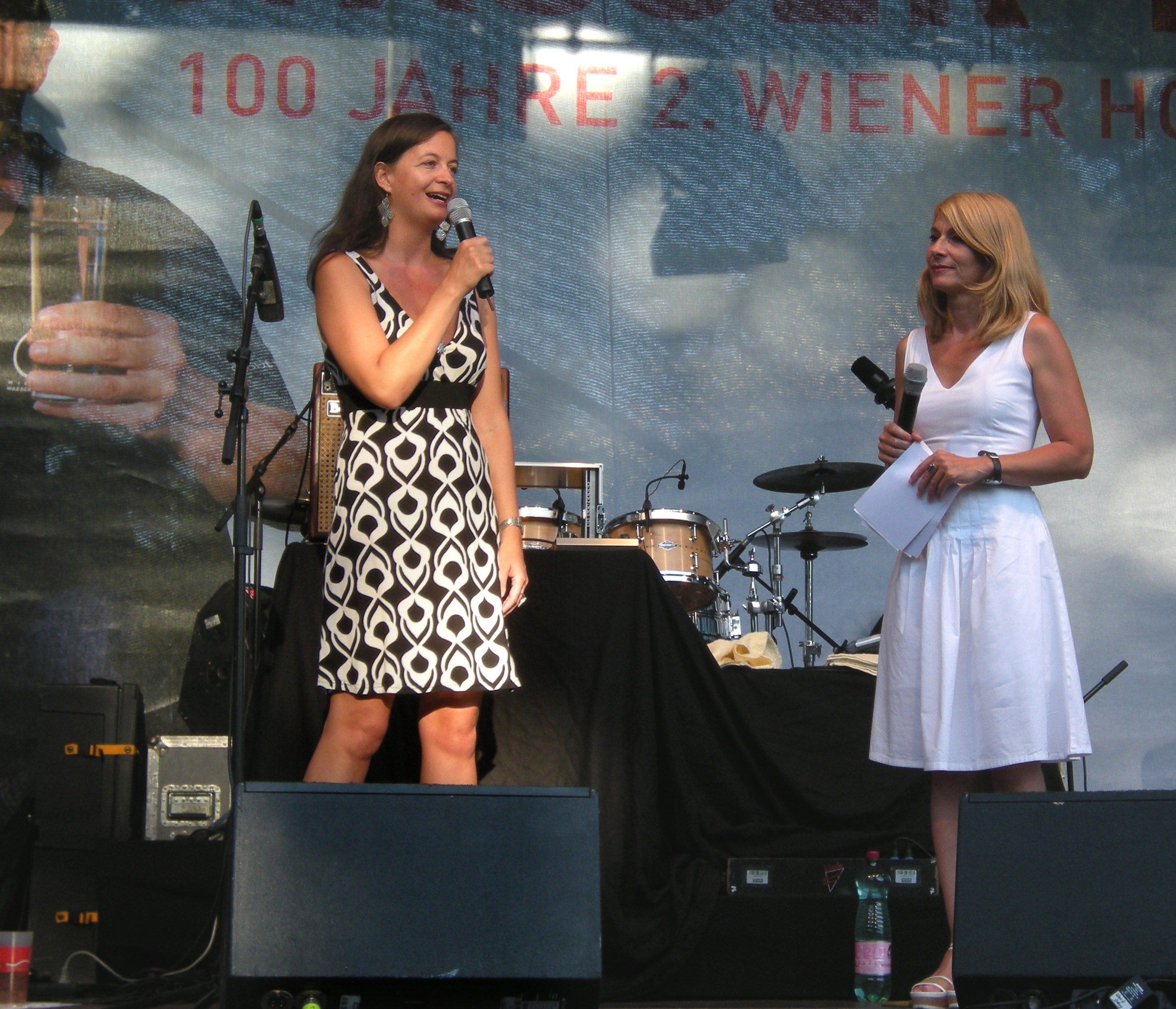
سيدتين نمساويتين خلال مقابلة تلفزيونية على الهواء في النمسا.

تعززت مكانة المرأة في المجتمع النمساوي منذ أواسط السبعينات، تبعا لحقوق المرأة، أصبحت النمسا مثالا للمساواة بين الجنسين.

## حق التصويت
في 1919 أصبح للنساء الحق في التصويت بعد سقوط ملكية هابسبورغ.

## الزواج والحياة الأسرية
كباقي الدول الأوروبية الأخرى، تقاليد الزواج في النمسا تقليدية حيث للزوج القرار في اختيار الزوجة وتفاصيل الزواج. خلال فترة السبعينات أصبح للزواج في النمسا قانونا تنظيميا. وتعد النمسا من الدول الأوروبية الشرقية التي لا تجرم الخيانة الزوجية منذ 1997. مؤخرا تغيرت طرق العيش خصوصا بعد تفشي المساكنة، خلال دراسة القيم الأوروبية المعرفة اختصارا بـ (EVS) أظهر بأن 30.5% من النمساويين يؤيدون فكرة «الزواج خارج إطار المؤسسة». مما أدى إلى نسبة 41.5% من الأطفال المزدادين منذ 2012 ناتجين عن علاقات خارج نطاق الزواج. معدل الخصوبة الكلي يبين بأن 1.46 طفل لكل سيدة و 2.1 طفل لكل سيدة خلال 2015.

## التوظف
جل النساء النمساويات لهن وظيفة، لكن بعضهن لا يحصلن إلا على عمل بدوام جزئي. في دول الاتحاد الأوروبي تعتبر هولندا أكثر دولة نسائها يملكن وظيفة بدوام جزئي إضافة إلى المناطق التي تتكلم الجيرمانية في أوروبا.
في 2011، قال دوراو باروسو رئيس المفوضية الأوروبية بأنه على هذه الدول إعطاء فرصة أكبر لهؤلاء النساء وإبعادهن عن المهن التقليدية.